# Sotará
Sotará, också Volcán Sotará eller Cerro Azafatudo, är en andesit-dacit stratovulkan i Cauca, Colombia, som är ungefär 4 580 meter hög. Vulkanen har tre calderor som är 4,5, 2,5 och 1 kilometer i diameter. Nuförtiden uppvisar vulkanen fumarolaktivitet.